# مارکو ایلسه
مارکو ایلسه (دانمارکی: Marco Ilsø؛ زادهٔ ۲۹ سپتامبر ۱۹۹۴) بازیگر اهل دانمارک است.
از فیلم‌ها یا برنامه‌های تلویزیونی که وی در آن نقش داشته‌است، می‌توان به غایب و وایکینگ‌ها اشاره کرد.